# Gregory Corso

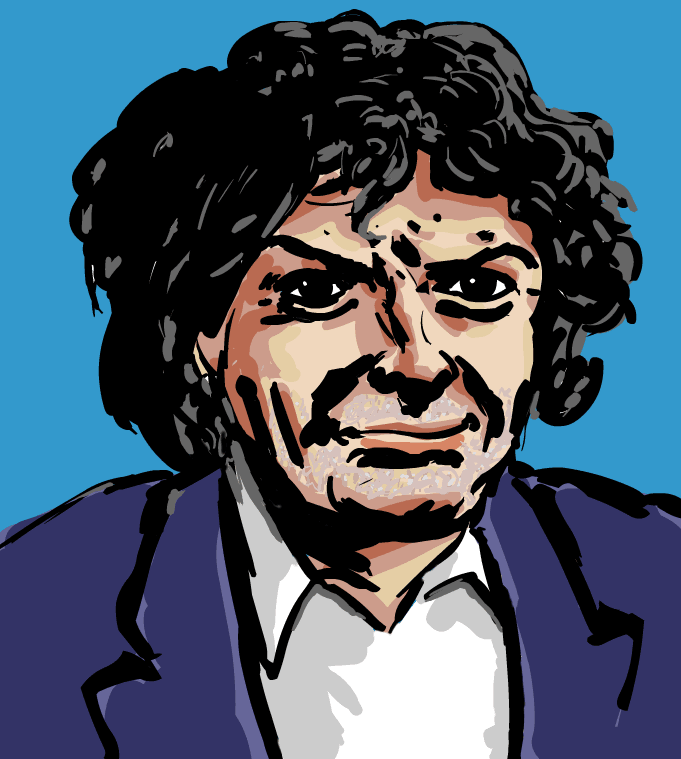
Gregory Corso

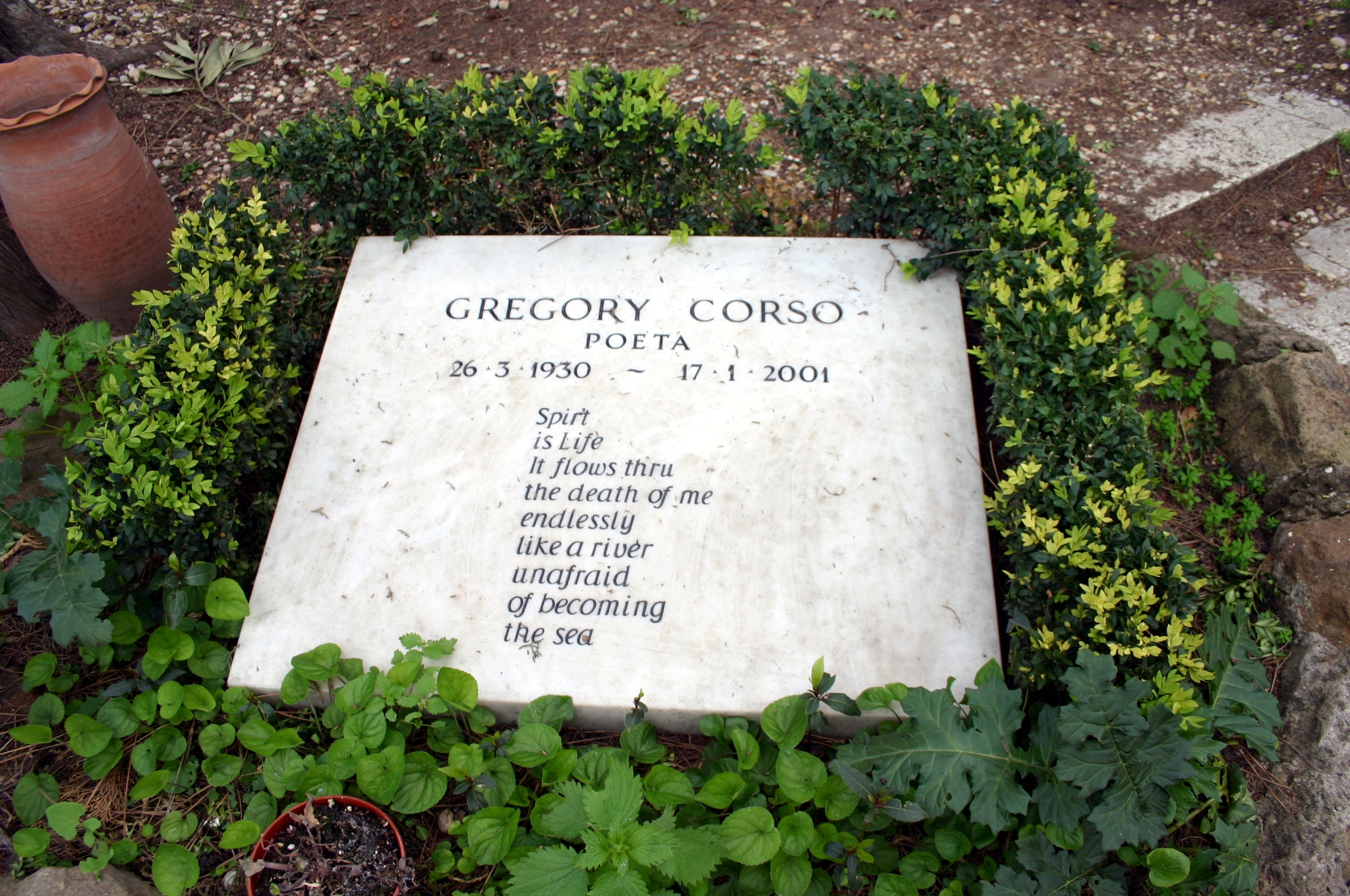
Grab auf dem cimitero acattolico in Rom

Gregory Nunzio Corso (* 26. März 1930 in Greenwich Village, New York City; † 17. Januar 2001 in Robbinsdale, Minnesota) war US-amerikanischer Dichter der Beat Generation.

## Leben
Corsos Eltern, italienische Einwanderer, waren bei seiner Geburt beide erst 17 und 16 Jahre alt. Ein Jahr später verließ seine Mutter die Familie, um nach Italien zurückzukehren. Dadurch musste Corso den Großteil seiner Kindheit in Waisenhäusern und bei Pflegefamilien verbringen. Sein Vater heiratete ein zweites Mal, als Corso elf war. Der Junge konnte bei ihm bleiben, riss jedoch oft aus. Auch von einem Kinderheim rannte er weg. In seiner wechselvollen Jugend verbrachte er für den Diebstahl eines Radios einige Monate im Tombs Prison in New York und im Bellevue Hospital Center zur Beobachtung. Mit 18 wurde er wegen Einbruchdiebstahls zu drei Jahren im Clinton State Prision in Upstate New York verurteilt. Während dieser Haftzeit begann er, Literatur zu lesen, vor allem wurde er ein derart großer Bewunderer des unkonventionellen und sprachlich hervorragenden Dichters Percy Bysshe Shelley, dass er bei einem späteren Besuch in Oxford dessen ehemaliges Studentenzimmer besuchte und den Boden küsste, auf dem Shelley gegangen war. Corso beschäftigte sich auch mit griechischer Mythologie, Philosophie und Geschichte. Er begann in Haft auch erste eigene Gedichte zu verfassen.
Er wurde 1950 freigelassen, kehrte nach New York City zurück und traf in Greenwich Village auf Allen Ginsberg. Sie stellten in ihrem ersten langen Gespräch fest, dass Corso Ginsberg und dessen Freundin zuvor schon zufällig beim Sex beobachtet hatte, da beide auf einander gegenüberliegenden Straßenseiten wohnten. Ginsberg stellte Corso den anderen Beat-Autoren vor. Corso war, wie Ted Morgan sinngemäß in Literary Outlaw: The Life and Times of William S. Burroughs schrieb, der Junior-Partner von Ginsberg, Kerouac und William S. Burroughs, zwar akzeptiert und geschätzt, aber nicht völlig gleichwertig in der „Allianz der Columbia Intellektuellen und Times Square Hipsters“.
Corso arbeitete 1952 für den Los Angeles Examiner und fuhr wie Jack Kerouac mit der Handelsmarine zur See. 1954 nahm er ohne Anmeldung an einigen Kursen in Harvard teil, wo er auch Beiträge für seine erste Veröffentlichung von Gedichten sammelte (The Vestal Lady on Brattle and Other Poems). Er folgte den anderen Beatniks 1956 nach San Francisco, wo Lawrence Ferlinghetti seinen Gedichtband Gasoline veröffentlichte.
Zusammen mit Kerouac und Ginsberg machte er 1957 einige unkonventionelle Lesungen und Interviews und reiste auch durch Mexiko, West- und Osteuropa.
Anfang der 1960er unterrichtete Corso ein Semester lang Dichtkunst an der New York State University in Buffalo und am Naropa Institute (heute eine Universität) in Boulder. Seine Stelle in Buffalo verlor er 1965, weil er sich weigerte, den Feinberg Loyalty Oath zu unterzeichnen, der in der McCarthy-Ära als Mittel zur Fernhaltung des Kommunismus aus den Universitäten eingeführt worden war. Corso sagte dazu, dass er diese Erklärung nicht unterzeichnen wolle, weil Shelley es gleichfalls nicht getan hätte. Neben Shelley bewunderte er auch Friedrich Hölderlin und Emily Dickinson.
Corso starb in Minnesota nach einem langen Leiden an Prostatakrebs. Seine Tochter – Corso hatte insgesamt fünf Kinder – begleitete ihn die letzten Monate seines Lebens. Er wurde auf dem protestantischen Friedhof in Rom beigesetzt, nahe seinem Vorbild Shelley. Auf Corsos Grabstein stehen folgende Worte:
Spirit
is Life
It flows thru
the death of me
endlessly
like a river
unafraid
of becoming
the sea

## Werke
- Gasoline. City Lights, San Francisco (1958, dt. Benzin, Stadtlichter Presse, Wenzendorf, 2002. Zweisprachig, aus dem Amerikanischen und mit einem Nachwort von Alexander Schmitz. ISBN 978-3-936271-07-2)
- mit W.S. Burroughs, Brion Gysin, Sinclair Beiles: Minutes to Go (1960)
- The Happy Birthday of Death (1960)
- The American Express. Olympia Press, Paris (1961). Roman.
- G. Corso, Walter Höllerer (Hrsg.): Junge Amerikanische Lyrik. München, Hanser (1961).
- Long Live Man (1962)
- Elegaic Feelings American (1970)
- Herald of the Autochthonic Spirit (1981)
- Mindfield (1991)